# 3-броманилин
3-Броманилин — представляет собой химическое вещество, в котором молекула анилина замещена атомом брома с формулой(C6H6BrN).

## Синтез
4-броманилин может быть получен взаимодействием анилина с бромом с защитой ацетилхлорида.
{\displaystyle {\mathsf {C_{6}H_{5}NH_{2}+3Br_{2}\rightarrow C_{6}H_{2}Br_{3}NH_{2}+3HBr\uparrow }}}

## Опасность
это вещество токсично при контакте с кожей, вредно при проглатывании, вызывает серьезное раздражение глаз, вызывает раздражение кожи и может вызывать раздражение дыхательных путей.